# Mesapamea struvei
Mesapamea struvei är en fjärilsart som beskrevs av Emile Enrico Ragusa 1885. Mesapamea struvei ingår i släktet Mesapamea och familjen nattflyn. Inga underarter finns listade i Catalogue of Life.